# Blue Dolphin - L'avventura continua
Blue Dolphin - L'avventura continua è un film del 1990 diretto da Giorgio Moser. Ultimo film dell'attrice Paola Borboni.

## Trama
La figlia di un bislacco archeologo sta per finire la scuola e sogna la vacanza con papà. La vacanza salta e lei si immagina un avventuroso viaggio in terre sconosciute.